# Synagoga w Targowicy
Synagoga w Targowicy – nieistniejąca obecnie, drewniana bożnica w Targowicy wzniesiona na początku XIX wieku.

## Historia
Historia społeczności żydowskiej w Targowicy sięga XVI wieku. Drewnianą synagogę wzniesiono w miejscowości na początku XIX wieku, w okresie Imperium Rosyjskiego. Pod koniec tego samego wieku spośród 907 mieszkańców 891 było pochodzenia żydowskiego.
Bożnicę zburzono podczas II wojny światowej.

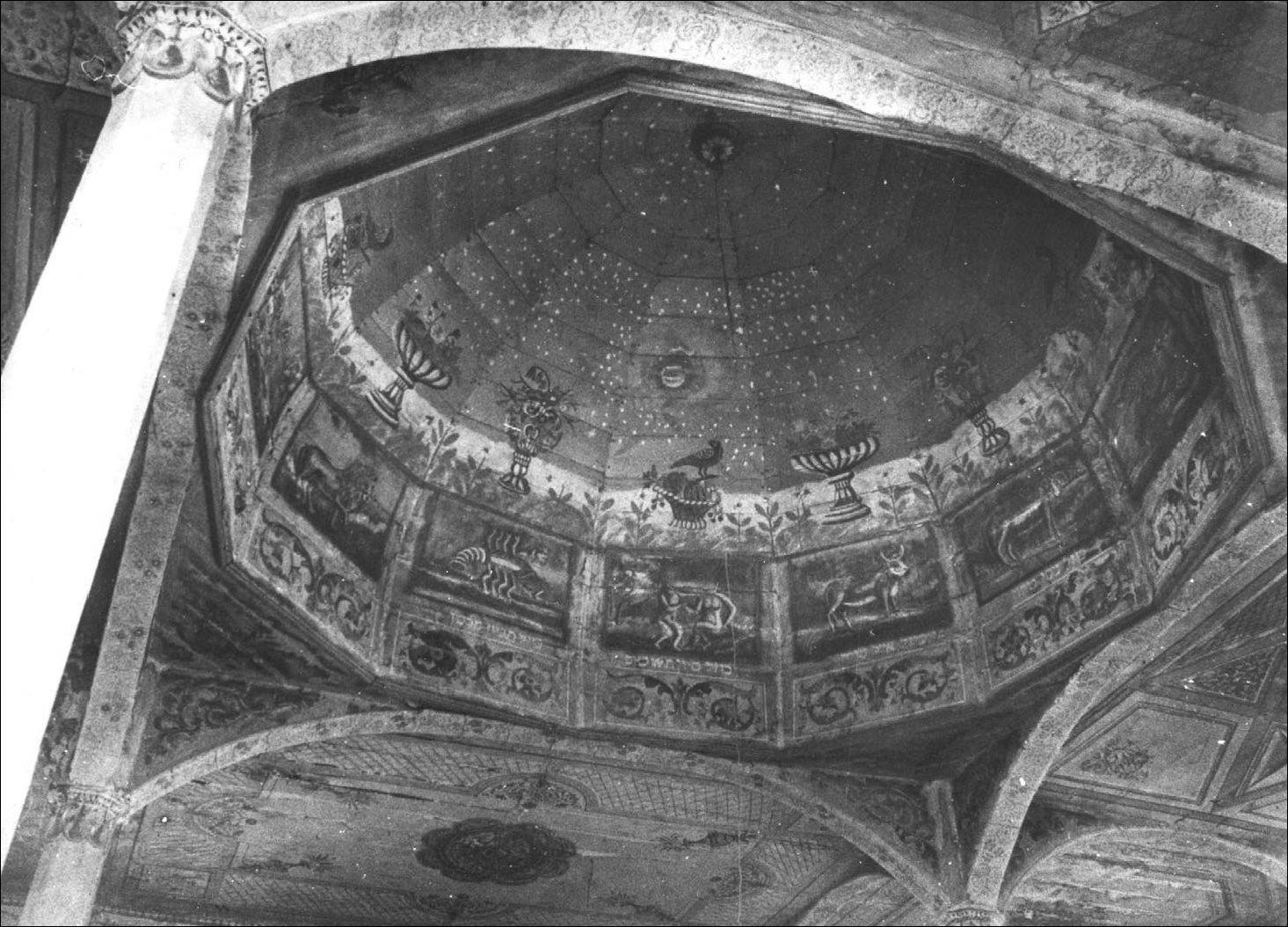
Wnętrze bożnicy, fot. Szymon Zajczyk

## Architektura
Synagoga była drewnianym budynkiem o konstrukcji zrębowej, o ścianach z podziałem na dwie kondygnacje rozdzielone gzymsem kordonowym. Do sali głównej na planie kwadratu przylegała sień, nad którą na piętrze znajdował się babiniec. Od frontu całości dopełniała dwukondygnacyjna galeria ze schodami dostawionymi z boku. Salę wieńczył dach czterospadowy, zaś galerię dach dwuspadowy.
Wewnątrz sali znajdywały się cztery słupy połączone u góry płaskimi łukami koszowymi, które rozdzielały pomieszczenie na dziewięć pól o bogato polichromowanych ścianach i stropach. Środkowe pole zwieńczone było wbudowaną w poddasze kopułą, której dół obiegały trzy poziome pasy zawierające kolejno: roślinne dekoracje arabeskowe, znaki zodiaku, rośliny wraz z wazonami i koszami pełnymi kwiatów oraz ptaków. Ponad pasami zostało namalowane sklepienie niebieskie z rozetą na środku.